# Greg Halman
Gregory Anthony Halman, né le 26 août 1987 à Haarlem aux Pays-Bas et mort le 21 novembre 2011 à Rotterdam, est un joueur néerlandais de baseball évoluant à la position de voltigeur pour les Mariners de Seattle de la Ligue majeure de baseball en 2010 et 2011.

## Carrière

### Ligues mineures
Greg Halman signe comme agent libre avec les Mariners de Seattle en juin 2004. Il débute en ligue mineure en 2005 dans l'organisation des Mariners. Il y démontre des aptitudes tant pour la puissance au bâton (des saisons de 24,29, 25 et 33 coups de circuit) que pour le vol de but (deux campagnes de plus de 30 buts volés). 
En 2008, il est élu meilleur joueur des ligues mineures appartenant aux Mariners de Seattle.
En prévision de la saison 2009, Halman est classé par Baseball America joueur le plus prometteur dans l'organisation des Mariners.

### International
En 2009, Halman s'aligne avec l'équipe des Pays-Bas à la Classique mondiale de baseball.

### Ligues majeures

#### Saison 2010

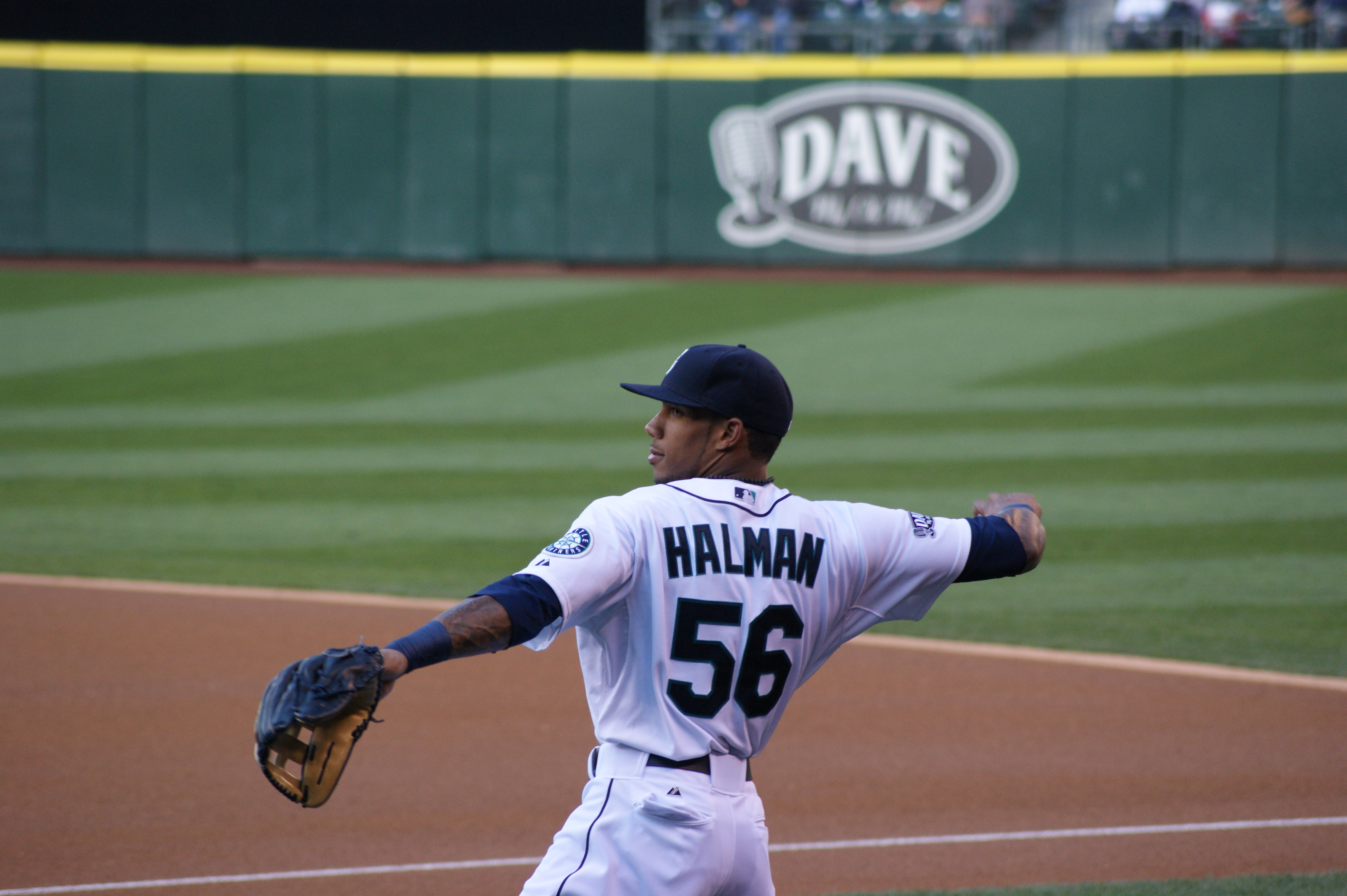
Greg Halman avec les Mariners, en 2011 à Seattle.

Halman atteint les majeures en 2010, jouant son premier match pour Seattle le 23 septembre contre Toronto. Il réussit le premier coup sûr de sa carrière dans les rangs majeurs le 27 septembre suivant, aux dépens du lanceur C. J. Wilson des Rangers du Texas. Halman joue neuf parties pour les Mariners en fin de saison 2010, obtenant quatre coups sûrs et trois points produits.

#### Saison 2011
Le jeune voltigeur commence la saison 2011 avec les Rainiers de Tacoma, le club-école des Mariners dans la Ligue de la côte du Pacifique, là où il avait joué la majorité de la saison 2010. Rappelé des mineures par Seattle, il frappe son premier coup de circuit au plus haut niveau le 15 juin contre un lanceur des Angels, Rich Thompson.
Halman dispute 35 parties pour Seattle durant la saison 2011 avant de reprendre en août le chemin des ligues mineures. Il frappe dans une moyenne au bâton de ,230 pour les Mariners avec 20 coups sûrs, dont deux circuits, six points produits, sept points marqués et cinq buts volés.

#### Statistiques en carrière
Greg Halman a joué 44 parties dans les Ligues majeures, toutes pour Seattle. Sa moyenne au bâton en carrière est de ,207 avec 24 coups sûrs, deux circuits, neuf points produits, huit points marqués et six buts volés.

## Vie personnelle
Greg Halman parlait quatre langues : néerlandais, anglais, espagnol et papiamento.

## Décès
Greg Halman meurt le 21 novembre 2011 après avoir été poignardé à Rotterdam, aux Pays-Bas. Les policiers constatent le décès à leur arrivée au domicile où gît l'homme de 24 ans. Son frère Jason Halman, âgé de 22 ans, est considéré comme un suspect et interrogé le jour même. En août 2012, Jason Halman est acquitté par un tribunal néerlandais, qui juge qu'il était dans un « état psychotique » lors du meurtre de son frère, et qu'il ne peut en conséquence pas être tenu criminellement responsable.